# Pallacanestro in carrozzina ai III Giochi paralimpici estivi
Per la pallacanestro in carrozzina ai Giochi paralimpici estivi di Tel Aviv 1968 furono disputati i due tornei maschile e femminile, entrambi vinti dal paese ospitante, Israele.

## Medagliere
| Pos.   | Nazione     |   |   |   | Totale |
| ------ | ----------- | - | - | - | ------ |
| 1      | Israele     | 2 | 0 | 0 | 2      |
| 2      | Stati Uniti | 0 | 1 | 1 | 2      |
| 3      | Argentina   | 0 | 1 | 0 | 1      |
| 4      | Regno Unito | 0 | 0 | 1 | 1      |
| Totale | Totale      | 2 | 2 | 2 | 6      |

## Risultati
| Competizione     | Oro     | Argento     | Bronzo      |
| ---------------- | ------- | ----------- | ----------- |
| Torneo maschile  | Israele | Stati Uniti | Regno Unito |
| Torneo femminile | Israele | Argentina   | Stati Uniti |
| Totale           | 2       | 2           | 2           |